# ورنر کولمه‌یر
ورنر کولمه‌یر (به آلمانی: Werner Kohlmeyer) بازیکن فوتبال و مدافع اهل آلمان است که از سال ۱۹۵۱ میلادی عضو تیم ملی فوتبال آلمان بوده‌است. وی در ۲۲ بازی ملی حضور داشته است و آخرین بازی ملی خود را در سال ۱۹۵۵ میلادی انجام داد. ورنر کولمه‌یر در بازی‌های ملی‌اش گلی به ثمر نرساند.